# Talbo (noordelijk deel)
Talbo (noordelijk deel) (Zweeds: Talbo (Norra delen)) is een småort in de gemeente Stenungsund in het landschap Bohuslän en de provincie Västra Götalands län in Zweden. Het småort heeft 58 inwoners (2005) en een oppervlakte van 7 hectare. Het småort bestaat uit het noordelijke deel van de plaats Talbo.